# Studijski sistem
Studijski sistem (koja je korišćen tokom perioda poznatog kao zlatno doba Holivuda) je metoda filmske produkcije i distribucije kojom dominira mali broj „glavnih“ studija u Holivudu. Iako se taj termin i danas koristi kao referenca na sisteme i produkciju glavnih studija, istorijski se taj termin odnosi na praksu velikih filmskih studija između 1920-ih i 1960-ih godina, čime je obuhvaćeno (a) stvaranje filmova prvenstveno na njihovim sopstvenim filmskim lokacijama sa kreativnim osobljem pod često dugoročnim ugovorom, i (b) dominiranje prikazivanja putem vertikalne integracije, tj. vlasništvom ili efektivnom kontrolom distributera i prikazivača, garantujući dodatnu prodaju filmova manipulativnim tehnikama rezervacije kao što je blok rezervacija.

## Vladavina velikih studija i prvi pad
Poredak Velike petorke u pogledu profitabilnosti (usko povezan sa tržišnim udelom) bio je u velikoj meri konzistentan tokom Zlatnog doba: MGM je bio broj jedan jedanaest godina, 1931–41. Paramount, najprofitabilniji studio rane zvučne ere (1928–30), bledeo je tokom većeg dela naredne decenije, a Foks je bio broj dva tokom većine vladavine MGM-a. Paramount je počeo sa postojanim usponom 1940. godine, konačno prelazeći MGM dve godine kasnije; od tada do reorganizacije 1949. ponovo je bila finansijski najuspešnija firma u Velikoj petorci. Izuzev 1932. godine - kada su sve kompanije, osim MGM-a, izgubile novac, pri čemu je RKO nešto manje od svojih konkurenata - RKO je bio poslednji ili (obično) poslednji svake godine tokom Zlatnog doba, sa Vornerom generalno u sličnoj poziciji. Među manjim firmama, Malom trojkom, Ujedinjeni umetnici su uglavnom bili na dnu, Kolumbija je bila najjača tokom 1930-ih, a Juniverzal je prednjačio tokom većig dela 1940-ih.
Holivudski uspeh je rastao tokom Velike depresije, verovatno zato što su filmovi pomagali publici da zaboravi na lične poteškoće. Predsednik Frenklin Delano Ruzvelt rekao je za Širli Templ, „Kada je duh ljudi niži nego u bilo koje drugo vreme tokom ove depresije, sjajna je stvar što Amerikanac za samo petnaest centi može otići u bioskop i gledati nasmejano lice bebe i zaboraviti na njegove nevolje". Do 1939. godine u Sjedinjenim Državama je bilo 15.000 bioskopa, više od banaka; broj dvorana po stanovniku bio je dvostruko veći od sredine 1980-ih. Bioskopska industrija bila je veća od one za kancelarijske mašine. Iako je bila četrnaesta po prihodu, ova industrija je bila druga po procentu dobiti njenih rukovodilaca. Vrhunske zvezde poput Binga Krozbija i Klodet Kolber bile su plaćene više od 400.000 američkih dolara godišnje ($7.204.785 danas).

## Kraj sistema i gašenje RKO
Jedna od tehnika koja se koristila za podršku studijskom sistemu bila je blok-rezervacija, sistem prodaje više filmova bioskopskoj firmi kao celine. Takva jedinica - pet filmova bila je standardna praksa tokom većeg dela četrdesetih godina prošlog veka - obično je obuhvatala samo jedan posebno dobar film, a ostatak je bila kombinacija A-budžetskih dela slabijeg kvaliteta i B filmova. Kao što je časopis Life napisao 1957. godine u retrospektivi o studijskom sistemu, „To nije bila dobra zabava i nije bila umetnost, a većina proizvedenih filmova imala je ujednačenu osrednjost, ali su oni bili ujednačeno profitabilni ... Milion-dolarska osrednjost bila je okosnica Holivuda“.

## Nakon sistema

### Zvezdama vođeni sistem
Pedesetih godina 20. veka Holivud se suočio sa tri velika izazova: slučaj Paramount koji je okončao studijski sistem, novonastala popularnost televizije i posleratna potrošačka potrošnja nakon Drugog svetskog rata, pružajući svojoj publici mnoge druge mogućnosti u slobodno vreme. Skala uspeha i neuspeha na blagajnama je rasla, sa „opasnom sredinom“ sačinjenom od filmova koji bi u prethodnoj eri ostvarivali zarade. Jedan filmski stvaralac je izjavio 1957. godine da je „jedna od apsolutnih katastrofa današnjice je praviti milion-dolarske prosečnosti. S jednim takvim poduhvatom možete izgubiti ne samo ukupnu investiciju, već i košulju s leđa.” Do te godine Holivud je snimao samo oko 300 igranih filmova godišnje, u poređenju sa oko 700 tokom 1920-ih. Daril F. Zanuk, šef kompanije 20. Senčuri Foks, nije imao direktnog učešća u radu studija od 1956. do 1962, a Luis B. Majer, otpušten iz MGM 1951. godine, umro je 1957. Većina glumaca je radila honorarno nakon okončanja studijskog sistema.

### Sindikacija, televizija, recesija i konglomerat Holivuda
Početkom 1960-ih glavni studiji počeli su da ponovo izdaju starije filmove za udruživanje i transformisali se na uglavnom proizvodnju telefilmova i b-filmova kako bi zadovoljili potražnju televizije za programom.‍:p. 17 Između 1969. i 1971. industrija je pretrpela ozbiljnu recesiju, delimično i zbog velikog pada budžeta, ali se ubrzo umetnički oporavila filmovima poput Kuma (1972) i Kineske četvrti (1974).
Početak Ratova zvezda (1977) Džordža Lukasa postao je prototip modernog blokbastera.‍:p. 19 Puštanje filmova na stotine mesta postalo je norma uz hitove poput nastavaka Lukasovih Ratova zvezda, Imperija uzvraća udarac i Povratak Džedaja, Spilbergovih uspeha sa Otimačima izgubljenog kovčega i E.T. vanzemaljcem, i razvojem kućnog videa i kablovske televizije. U međuvremenu, nekontrolisani budžet Nebeskih vrata (1980), i njegov ograničeni prihod od prodaje ulaznica doveli su do prodaje preduzeća Ujedinjeni umetnici.
Od 1990. do 1995, Novi Holivud pretvorio se u većoj meri u konglomeratni Holivud i brzo je ostvario dominaciju nad čitavom globalnom industrijom zabave.‍:pp. 25–26

## Literatura
- Bergan, Ronald. (1986). The United Artists Story. New York: Crown. ISBN 0-517-56100-X.
- Chapman, James. (2003). Cinemas of the World: Film and Society from 1895 to the Present. London: Reaktion Books. ISBN 1-86189-162-8.
- Finler, Joel W. (1988). The Hollywood Story. New York: Crown. ISBN 0-517-56576-5.
- Goodwin, Doris Kearns. (1987). The Fitzgeralds and the Kennedys. New York: Simon and Schuster. ISBN 0-671-23108-1.
- Hirschhorn, Clive. (1979). The Warner Bros. Story. New York: Crown. ISBN 0-517-53834-2.
- Jewell, Richard B., with Vernon Harbin. (1982). The RKO Story. New York: Arlington House /Crown. ISBN 0-517-54656-6.
- Orbach, Barak Y. (лето 2004). „Antitrust and Pricing in the Motion Picture Industry”. Yale Journal on Regulation. 21 (2).,  (available online).
- Regev, Ronnie (2018). Working in Hollywood: How the Studio System Turned Creativity into Labor. Chapel Hill, NC: University of North Carolina Press.
- Schatz, Thomas (1998 ). Schatz, Thomas (1998). The Genius of the System: Hollywood Filmmaking in the Studio Era. London: Faber & Faber. ISBN 0-571-19596-2. Непознати параметар |orig-date= игнорисан (помоћ). Faber and Faber
- Schatz, Thomas (1999 ). Schatz, Thomas (23. 11. 1999). Boom and Bust: American Cinema in the 1940s. Berkeley: University of California Press. ISBN 0-520-22130-3. Непознати параметар |orig-date= игнорисан (помоћ). University of California Press
- Utterson, Andrew. (2005). Technology and Culture—The Film Reader. New York: Routledge /Taylor & Francis. ISBN 0-415-31984-6.
- Brand, Paul (2005). "'Nice Town. I'll Take It': Howard Hughes Revisited"[мртва веза], Bright Lights Film Journal 47, February.
- Freiberg, Freda (2000). „"Comprehensive Connections: The Film Industry, the Theatre and the State in the Early Japanese Cinema"”. Архивирано из оригинала 03. 09. 2006. г. Приступљено 19. 12. 2020., Screening the Past 11, November 1.
- Harris, Warren G.  Lucy and Desi.  New York: Simon and Schuster, 1991.
- Cook, David A. (2000). Lost Illusions: American Cinema in the Shadow of Watergate and Vietnam, 1970–1979. University of California Press. ISBN 0-520-23265-8.. (Berkeley, Los Angeles, and London: University of California Press)
- Eames, John Douglas . (1985). The Paramount Story. New York: Crown. ISBN 0-517-55348-1.. )
- Finler, Joel W. (1988). The Hollywood Story (1st изд.). New York: Crown. ISBN 0-517-56576-5.
- Finler, Joel W. (2003). The Hollywood Story (3rd изд.). London and New York: Wallflower. ISBN 1-903364-66-3.
- Hirschhorn, Clive . (1983). The Universal Story. London: Crown. ISBN 0-517-55001-6.. )
- Hirschhorn, Clive . (1999). The Columbia Story. London: Hamlyn. ISBN 0-600-59836-5.. )
- Jewell, Richard B., with Vernon Harbin . (1982). The RKO Story. New York: Arlington House/Crown. ISBN 0-517-54656-6.
- Schatz, Thomas (1998). The Genius of the System: Hollywood Filmmaking in the Studio Era. London: Faber and Faber. ISBN 0-571-19596-2. Непознати параметар |orig-date= игнорисан (помоћ)
- Thomas, Tony, and Aubrey Solomon (1985). The Films of 20th Century-Fox. Secaucus, N.J.: Citadel. ISBN 0-8065-0958-9.
- Benshoff, Harry M. & Griffin, Sean. Benshoff, Harry M.; Griffin, Sean (20. 1. 2009). America on film: representing race, class, gender, and sexuality at the movies. Wiley. ISBN 978-1-4051-7055-0.. Wiley-Blackwell 2004; .
- Belton, John; Berenstein, Rhona J. (1996). Attack of the leading ladies: gender, sexuality, and spectatorship in classic horror cinema. Columbia University Press. ISBN 0-231-08463-3.. Columbia University Press 1995; .
- Bernstein, Matthew (1999). Controlling Hollywood: Censorship and Regulation in the Studio Era. Rutgers University Press. ISBN 0-8135-2707-4.. Rutgers University Press 1999; .
- Black, Gregory D. (1994). Hollywood Censored: Morality Codes, Catholics, and the Movies. Cambridge University Press. ISBN 0-521-56592-8.. Cambridge University Press 1996; .
- Bogle, Donald. (2001). Toms, Coons, Mulattoes, Mammies, and Bucks: An Interpretive History of Blacks in American Films (4th изд.). Continuum. ISBN 0-8264-1267-X.
- Butters, Jr., Gerard R. (2007). Banned in Kansas: motion picture censorship, 1915–1966. University of Missouri Press. ISBN 978-0-8262-1749-3.
- Chan, Anthony (2003). Perpetually Cool: The Many Lives of Anna May Wong. Lanham: Rowman & Littlefield. ISBN 0810859092.
- Doherty, Thomas Patrick. (1999). Pre-Code Hollywood: Sex, Immorality, and Insurrection in American Cinema 1930–1934. New York: Columbia University Press. ISBN 0-231-11094-4.
- Gardner, Eric (фебруар 2005). The Czar of Hollywood. ISSN 0899-0328.. Indianapolis Monthly, Emmis Publishing LP February 2005.  (Indianapolis Monthly. фебруар 2005.).
- Gardner, Gerald. (1987). The Censorship Papers: Movie Censorship Letters from the Hays Office, 1934 to 1968. Dodd, Mead. ISBN 0-396-08903-8.. Dodd Mead 1988; .
- Hughes, Howard. (26. 5. 2006). Crime Wave: The Filmgoers' Guide to the Great Crime Movies. Bloomsbury Academic. ISBN 1-84511-219-9.. I.B. Tauris 2006; .
- Yunte, Huang (2010). Charlie Chan: The Untold Story of the Honorable Detective and His Rendezvous with American History. New York: W. W. Norton. ISBN 978-0393340396.
- Jacobs, Lea (јун 1997). The Wages of Sin: Censorship and the Fallen Woman Film, 1928–1942. Madison: University of California Press. ISBN 0-520-20790-4.. University of Wisconsin Press 1997; .
- Jeff, Leonard L. & Simmons, Jerold L. Leff, Leonard J.; Simmons, Jerold (6. 7. 2001). The Dame in the Kimono: Hollywood, Censorship, and the Production Code. University Press of Kentucky. ISBN 0-8131-9011-8.. The University Press of Kentucky 2001;
- Jowett, Garth S., Jarvie, Ian C., and Fuller, Kathryn H. Jowett, Garth; Jarvie, Ian C.; Fuller-Seeley, Kathryn (26. 1. 1996). Children and the movies: media influence and the Payne Fund controversy. Cambridge University Press. ISBN 0-521-48292-5.. Cambridge University Press 1996; .
- Lasalle, Mick (2000). Complicated Women: Sex and Power in Pre-Code Hollywood. New York: Macmillan. ISBN 0-312-25207-2.. Martin's Press 2000; .
- LaSalle, Mick. (2002). Dangerous Men: Pre-Code Hollywood and the Birth of the Modern Man. New York: Thomas Dunne Books. ISBN 0-312-28311-3.
- Leitch, Thomas. (2002). Crime Films. Cambridge University Press. ISBN 0-511-04028-8.. 2004; .
- Lewis, Jon (децембар 2000). Hollywood V. Hard Core: How the Struggle Over Censorship Created the Modern Film Industry. NYU Press. ISBN 0-8147-5142-3.. NYU Press 2002; .
- Lim, Shirley Jennifer (2005). "I Protest: Anna May Wong and the Performance of Modernity, (Chapter title) "A Feeling of Belonging: Asian American Women's Public Culture, 1930–1960. New York: New York University Press. стр. 104—175. ISBN 0-8147-5193-8.
- Massey, Anne. (2000). Hollywood Beyond the Screen: Design and Material Culture. Berg Publishers. ISBN 1-85973-316-6.
- Marchetti, Gina (1994). Romance and the "Yellow Peril". Los Angeles: University of California Press. ISBN 9780520084957.
- McElvaine, Robert S. (editor in chief) (2004). Encyclopedia of The Great Depression Volume 1 (A–K). Macmillan Reference USA. ISBN 0-02-865687-3.. 2004; .
- McElvaine, Robert S. (editor in chief) (2004). Encyclopedia of The Great Depression Volume 2 (L–Z). Macmillan Reference USA. ISBN 0-02-865688-1.
- Parkinson, David (јануар 1996). History of Film. Thames and Hudson. ISBN 0-500-20277-X.. Thames & Hudson 1996; .
- Prince, Stephen. (2003). Classical Film Violence: Designing and Regulating Brutality in Hollywood Cinema, 1930–1968. Rutgers University Press. ISBN 0-8135-3281-7.
- Ross, Stephen J (1997). „The Seen, The Unseen, and The Obscene: Pre-Code Hollywood.”. Reviews in American History. The Johns Hopkins University Press.. June 2000
- Schatz, Thomas (2004). Hollywood: Social dimensions: technology, regulation and the audience. Taylor & Francis. ISBN 0-415-28134-2.. Taylor & Francis 2004; .
- Shadoian, Jack (2003). Dreams & dead ends: the American gangster film. Oxford University Press. ISBN 0-19-514291-8.. Oxford University Press 2003; .
- Siegel, Scott & Barbara. (2004). The Encyclopedia of Hollywood (2nd изд.). Facts on File. ISBN 0-8160-4622-0.
- Smith, Sarah. (26. 8. 2005). Children, Cinema and Censorship: From Dracula to the Dead End Kids. Wiley. ISBN 1-4051-2027-4.. Wiley-Blackwell 2005; .
- Turan, Kenneth. (28. 9. 2004). Never Coming to a Theater Near You: A Celebration of a Certain Kind of Movie. PublicAffairs. ISBN 1-58648-231-9.. Public Affairs 2004; .
- Vasey, Ruth. (1997). The world according to Hollywood, 1918–1939. Univ of Wisconsin Press. ISBN 0-299-15194-8.. University of Wisconsin Press 1997; .
- Vieira, Mark A. (март 2003). Sin in Soft Focus: Pre-Code Hollywood. New York: Harry N. Abrams. ISBN 0-8109-8228-5.. Harry N. Abrams, Inc. 1999; .
- Doherty, Thomas Patrick (2007). Hollywood's Censor: Joseph I. Breen and the Production Code Administration. New York: Columbia University Press. ISBN 978-0-231-14358-5.. Columbia University Press 2009; .
- Bernard F. Dick Dick, B. F. (1992). Columbia Pictures: Portrait of a Studio. University Press of Kentucky. ISBN 978-0-8131-3278-5.. University of Kentucky Press